# ماهش مانجرکار
ماهش مانجرکار (مراتی: महेश मांजरेकर؛ زادهٔ ۱۶ اوت ۱۹۵۸) کارگردان، هنرپیشه و تهیه‌کننده اهل هند است.

## فیلم‌شناسی
از فیلم‌هایی که وی در آن نقش داشته‌است می‌توان به آثار زیر اشاره کرد.
- واقعیت (۱۹۹۹)
- خار (۲۰۰۲)
- زندگی کن اما مغرور نباش (۲۰۰۳)
- دویدن (۲۰۰۴)
- طرح (۲۰۰۴)
- مسافر (۲۰۰۴)
- آن شب باران می‌بارید (۲۰۰۵)
- زنده (۲۰۰۶)
- جوانی دیوانگی (۲۰۰۶)
- ده داستان (۲۰۰۷)
- میلیونر زاغه‌نشین (۲۰۰۸)
- تحت تعقیب (۲۰۰۹)
- از زور استفاده کن...هی! (۲۰۰۹)
- ۹۹ (۲۰۰۹)
- سه کارت (۲۰۱۰)
- بال (۲۰۱۰)
- نترس (۲۰۱۰)
- شهر طلا (۲۰۱۰)
- سوبهاس صحبت می‌کند (۲۰۱۱)
- آماده (۲۰۱۱)
- بادیگارد (۲۰۱۱)
- اوه خدای من! (۲۰۱۲)
- همت‌والا (فیلم ۲۰۱۳) (۲۰۱۳)
- تیراندازی در وادالا (۲۰۱۳)
- روزی روزگاری در بمبئی دوباره! (۲۰۱۳)
- آغاز (۲۰۱۳)
- راجو (۲۰۱۳)
- جی هو (۲۰۱۴)
- پادشاه (فیلم ۲۰۱۴) (۲۰۱۴)
- بازگشت سینگهام (۲۰۱۴)
- باجی‌رائو و مستانه (۲۰۱۵)
- سانجو (۲۰۱۸)
- وینایا ویدهیا راما (۲۰۱۹)
- شادکامی مطلق (۲۰۱۹)
- ساهو (۲۰۱۹)
- نترس ۳ (۲۰۱۹)
- ببر سفید (فیلم ۲۰۲۱) (۲۰۲۱)
- قدرت (فیلم ۲۰۲۰) (۲۰۲۱)
- حماسه بمبئی (۲۰۲۱)
- پایان (۲۰۲۱)
- قدرت (۲۰۲۱)
- حراج دولتی (۲۰۲۲)
- آقای مامان (۲۰۲۲)